# 브루노 데 피네티
브루노 데 피네티(Bruno de Finetti, 1906년 6월 13일 – 1985년 7월 20일)는 확률에 대한 "주관적" 개념으로 유명한 이탈리아의 확률론자 통계학자이자 보험계리사이다.

## 삶
오스트리아 인스부르크에서 태어나 Politecnico di Milano에서 수학을 공부했다. 그는 Giulio Vivanti의 감독하에 1927년 논문을 작성하여 졸업했다. 졸업 후, 그는 로마의 이탈리아 통계청와 1931년부터 트리에스테 보험 회사 Assicurazioni Generali에서 보험계리사와 통계학자로 일했다. 1936년 그는 재무 수학 및 통계학 의장을 위한 경쟁에서 우승했지만 미혼 후보자의 접근을 금지하는 파시스트 법 때문에 지명되지 않았다. 그는 1950년에야 트리에스테 대학교의 일반 교수로 임명되었다.
그는 확률 수학자들의 세계에서 명성을 얻었다. 파도바에서 수학적 분석을 가르쳤고 트리에스테 대학에서는 금융 수학의 의장을 수상했다(1939). 1954년에 그는 로마의 사피엔자 대학교로 옮겨 처음에는 금융 수학의 다른 학과장으로, 그리고 1961년부터 1976년까지는 확률 미적분학의 학과장으로 자리를 옮겼다. 1920년대에 주관적 확률에 대한 아이디어를 발전시켰다. 그는 또한 경제학과 확률의 연결에 대해 추론했고, 파레티안 최적의 지도 원칙은 "공정성" 기준에서 더 영감을 얻었다고 생각했다. 일생 동안 다양한 사회적, 정치적 신념을 가지고 있었다.
그는 통계에 대한 예측적 추론 접근 방식을 강조했다. 그는 다음과 같은 방식으로 사고실험을 제안했다. 10억 년 전에 화성에 생명체가 있었다면 1달러를 지불하고, 있었다면 0달러를 지불하겠다는 약속의 가격을 설정해야 한다 . 내일이면 답이 밝혀질 것이다. 당신은 상대방 이 당신이 설정한 가격으로 당신에게서 그러한 약속을 사거나 여전히 같은 가격으로 당신이 상대방으로부터 그러한 약속을 사도록 요구할 수 있다는 것을 알고 있다. 다시 말해, 당신은 확률을 설정하지만 상대방이 베팅의 어느 쪽이 당신의 것이 될 것인지 결정한다. 귀하가 설정한 가격은 귀하가 베팅하는 제안에 할당하는 "주관적 확률"이다. 이 가격은 가격을 $1(또는 음수 가격) 이상으로 설정하는 경우와 같이 특정 손실에 직면하지 않는 경우 확률 공리를 따라야 한다.

## 같이 보기
- 데 피네티 정리